# NGC 492
NGC 492 este o galaxie spirală situată în constelația Peștii. A fost descoperită în 6 decembrie 1850 de către Bindon Blood Stoney.